# Diócesis de Aliwal
La diócesis de Aliwal (en latín: Dioecesis Alivalen(sis) y en inglés: Roman Catholic Diocese of Aliwal) es una circunscripción eclesiástica latina de la Iglesia católica en Sudáfrica, sufragánea de la arquidiócesis de Ciudad del Cabo. La diócesis tiene al obispo Joseph Mary Kizito como su ordinario desde el 15 de noviembre de 2019. 

## Territorio y organización
La diócesis tiene 31 200 km² y extiende su jurisdicción sobre los fieles católicos de rito latino residentes en la provincia del Cabo Oriental en los municipios de: Aliwal North, Barkly East, Bethulie, Burgersdorp, Goedemoed, Herschel, Indwe, Lady Grey, Molteno, Macuba con Jujinganga Hills, Rouxville, Steynsburg, Sterkstroom, Sterkspruit, Springfontein, Venterstad y Woodehouse.
La sede de la diócesis se encuentra en la ciudad de Aliwal North, en donde se halla la Catedral del Sagrado Corazón de Jesús.
En 2018 en la diócesis existían 2 parroquias.

## Historia
La prefectura apostólica de Gariep fue erigida el 12 de junio de 1923 con el breve Quo christiani del papa Pío XI, obteniendo el territorio del vicariato apostólico del Cabo de Buena Esperanza, Distrito Este (hoy diócesis de Port Elizabeth) y del vicariato apostólico de Kimberley (hoy diócesis de Kimberley).
El 9 de abril de 1934, en virtud de la bula Libenti animo del papa Pío XI, incorporó una parte del territorio que había pertenecido a la misión sui iuris de Queenstown (hoy diócesis de Queenstown).
El 27 de enero de 1936 la prefectura apostólica fue elevada a vicariato apostólico con la bula Ad potiorem del papa Pío XI y al mismo tiempo asumió el nombre de vicariato apostólico de Aliwal.
El 11 de enero de 1951, en virtud de la bula Suprema Nobis del papa Pío XII, cedió una parte de su territorio para la erección de la arquidiócesis de Bloemfontein y al mismo tiempo el vicariato apostólico fue elevado a diócesis.
El 24 de marzo de 1953 cedió una parte de su territorio para la erección de la prefectura apostólica de De Aar (hoy diócesis de De Aar) mediante la bula Nos quibus del papa Pío XII.

## Estadísticas
De acuerdo al Anuario Pontificio 2019 la diócesis tenía a fines de 2018 un total de 43 775 fieles bautizados.
| Año                                                                             | Población            | Población | Población      | Sacerdotes | Sacerdotes    | Sacerdotes    | Bautizados por sacerdote | Diáconos permanentes | Religiosos | Religiosos | Parroquias |
| Año                                                                             | Bautizados católicos | Total     | % de católicos | Total      | Clero secular | Clero regular | Bautizados por sacerdote | Diáconos permanentes | Varones    | Mujeres    | Parroquias |
| ------------------------------------------------------------------------------- | -------------------- | --------- | -------------- | ---------- | ------------- | ------------- | ------------------------ | -------------------- | ---------- | ---------- | ---------- |
| 1950                                                                            | 12 135               | 302 000   | 4.0            | 32         | 5             | 27            | 379                      |                      | 6          | 167        | 19         |
| 1957                                                                            | 10 285               | 200 000   | 5.1            | 22         | 3             | 19            | 467                      |                      | 6          | 168        | 9          |
| 1970                                                                            | 23 785               | 228 000   | 10.4           | 30         | 8             | 22            | 792                      |                      | 28         | 160        | 18         |
| 1980                                                                            | 31 885               | 260 000   | 12.3           | 21         | 3             | 18            | 1518                     |                      | 26         | 19         | 2          |
| 1990                                                                            | 44 000               | 286 000   | 15.4           | 20         | 4             | 16            | 2200                     |                      | 22         | 126        | 16         |
| 1999                                                                            | 47 997               | 509 997   | 9.4            | 21         | 9             | 12            | 2285                     |                      | 13         | 93         | 16         |
| 2000                                                                            | 47 727               | 518 727   | 9.2            | 23         | 11            | 12            | 2075                     |                      | 18         | 95         | 16         |
| 2001                                                                            | 44 991               | 530 000   | 8.5            | 23         | 11            | 12            | 1956                     |                      | 18         | 97         | 16         |
| 2002                                                                            | 45 528               | 530 000   | 8.6            | 24         | 12            | 12            | 1897                     |                      | 18         | 95         | 16         |
| 2003                                                                            | 45 151               | 530 000   | 8.5            | 25         | 13            | 12            | 1806                     |                      | 13         | 99         | 16         |
| 2004                                                                            | 41 260               | 530 000   | 7.8            | 22         | 13            | 9             | 1875                     |                      | 10         | 99         | 16         |
| 2006                                                                            | 42 300               | 536 000   | 7.9            | 22         | 14            | 8             | 1922                     |                      | 9          | 62         | 16         |
| 2012                                                                            | 40 400               | 559 000   | 7.2            | 19         | 11            | 8             | 2126                     |                      | 9          | 50         | 2          |
| 2015                                                                            | 41 800               | 579 000   | 7.2            | 17         | 12            | 5             | 2458                     |                      | 6          | 23         | 2          |
| 2018                                                                            | 43 775               | 606 190   | 7.2            | 12         | 9             | 3             | 3647                     |                      | 3          | 19         | 2          |
| Fuente: Catholic-Hierarchy, que a su vez toma los datos del Anuario Pontificio. |                      |           |                |            |               |               |                          |                      |            |            |            |

## Episcopologio
- Franz Wolfgang Demont, S.C.I. † (27 de julio de 1923-3 de febrero de 1944 renunció)
  - Sede vacante (1944-1947)
- Johannes Baptist Lück, S.C.I. † (13 de marzo de 1947-17 de diciembre de 1973 renunció)
- Everardus Antonius M. Baaij, S.C.I. † (17 de diciembre de 1973-30 de octubre de 1981 renunció)
  - Sede vacante (1981-1987)[7]
- Fritz Lobinger (18 de noviembre de 1987-29 de abril de 2004 retirado)
  - Sede vacante (2004-2007)[8]
- Michael Wüstenberg (19 de diciembre de 2007-1 de septiembre de 2017 renunció)
  - Sede vacante (2017-2019)[9]
- Joseph Mary Kizito, desde el 15 de noviembre de 2019